# Gheorghe Palade (deputat de Prahova)
Gheorghe Palade (n. 27 august 1948) este un fost deputat român în legislatura 1990-1992, ales în județul Prahova pe listele partidului FSN. În cadrul activității sale parlamentare, Gheorghe Palade a fost membru în grupurile parlamentare de prietenie cu Canada, Republica Coreea, Australia, Regatul Unit al Marii Britanii și Irlandei de Nord. 